# Horst Wende
Horst Wende (Zeitz, Saksen-Anhalt, 15 november 1919 - Hannover, 23 januari 1996) was een Duitse componist, muzikant en producer die niet alleen onder zijn eigen naam maar vooral internationaal bekend werd onder zijn pseudoniem Roberto Delgado.

## Muziekcarrière
Samen met Hans Bekker op drums, Franz Rasch op contrabas en Ladi Geisler op gitaar startte hij zijn professionele muzikale accordeonistencarrière in Hamburg op de Reeperbahn bij Renee Durands nachtclubs de "Salambo Bar" en "De Tarantella"  als het Horst Wende Kwartet met een piepjonge Freddy Quinn als zanger-gitarist. Zij speelden niet alleen swing of jazz, maar vooral met vertaalde liedjes van Dean Martin. Eind jaren veertig werd Wende producer bij Deutsche Grammophon-afdeling Polydor, waar hij zichzelf en zijn partners promootte als de nieuwe naoorlogse muzikale lichting van Duitsland.
Tot het einde jaren vijftig maakte Wende furore met zijn accordeonorkest, waarin zijn latere bekendere stijl als Roberto Delgado steeds meer naar voren kwam. Ook verzorgde hij gastoptredens bij Edmundo Ros, Werner Müller en Annunzio Paolo Mantovani. In 1958 was het dan zover: zijn pseudoniem was werkelijkheid geworden en zijn eerste album kwam op de internationale muziekmarkt terecht onder de naam Roberto Delgado & His Orchestra.
De eerste elpees waren nog in de stijl van echte Big Bands. Begin jaren zestig sloeg hij geheel om naar de South American Rhythm stijl. Van zijn allereerste elpee nieuwe stijl Caramba werden er wereldwijd miljoenen verkocht. Met zijn eigen muzikale ondersteuning bracht hij middels diverse muziekinstrumenten zoals de Marimba en het Hammondorgel de sfeer er mooi en goed in dat alle medespelers eigenlijk tot boven hun muzikale grens uitkwamen, hetgeen ook resulteerde in zijn gouden succes.
Na Caramba Vol. 1 kwamen Vol. 2 en in de jaren zeventig Vol. 3 uit. Echter hield Wende er niet van om stil te zitten. Zijn kwaliteiten kwamen steeds meer tot bloei op elpees met de meest uiteenlopende culturen. Hawaïaanse muziek met Blue Hawaï Vol. 1 en Vol. 2 maar ook Arabische, Joodse en Scandinavische muziek betrok hij in zijn repertoire. Ondanks deze uitstapjes kreeg de Latijns-Amerikaanse stijl toch steeds meer zijn aandacht. Latin Flutes is gelijk aan de muziek van Bolivia en Ecuador, Calypso à la carte klinkt zoals Harry Belafonte ze warm en vol gevoel zong.
Tussentijds maakte Wende onder zijn eigen naam ook nog meerdere accordeonspecials in diverse stijlen, serieus met prachtige muzikale ballades en feestelpees.
Roberto Delgado's Along Mexican Highways was een hommage aan Herb Alpert en Julius Wechter waarop Roberto Delgado zijn muziektalent ten gehore bracht met zijn Marimba Sound nieuwe stijl. Een stijl waar zelfs nu nog in Mexico met aanzien naar wordt gekeken, gezien hij het alleen deed terwijl de meeste Mariachi bands er 2 tot 4 leden voor nodig hebben.
In de jaren zeventig paste het orkest van Roberto Delgado zich aan de diverse vakantiebestemmingen van die tijd aan, met Fiesta For Dancing Vol. 1+2+3+4 alsmede Die Bouzouki Klingt Vol. 1+2.
Hij begeleidde zijn eigen orkest, maar ook andere bekende orkesten, waarbij hij zelf op de achtergrond bleef, onder het motto: "deze muzikanten zijn de artiest en ik ben het instrument".
Andere bekende artiesten die door Horst Wende begeleid werden waren Annunzio Mantovani, Bert Kaempfert, Catarina Valente, Connie Francis, Conny Froboess, Daliah Lavi, Die Schwarzwald Familie Seitz, Edmundo Ros, Friedel Hensch, Fritz Schulz Reichel, Freddy Quinn, Gus Backus, Hans Last (beter bekend als James Last), Imca Marina, Katja Ebstein, Koos van Beurden, Ladi Geisler, Lale Andersen, Lolita, Max Greger, Mina, Peter Kraus, Rene Carol, Roy Black, Sascha Distel, The Dutch Rhythm Steel & Showband, Tony Bass, Vicky Leandros, Wencke Myhre en Werner Müller.
Tot begin jaren tachtig maakte hij albums met een andere muzikale inbreng van derden, zoals de Dutch Rhythm Steel & Show Band, hetgeen hem weer deed denken aan Acapulco Holiday, een album uit de jaren zestig. Na zijn orkest te hebben gemoderniseerd en in handen gegeven van Joe Kirsten, werd het stil rond het orkest en de persoon van Roberto Delgado. 
Begin jaren negentig werd hij steeds meer gekweld door eerst hardhorend en later doofheid, waarna hij zijn muzikale loopbaan vaarwel zei. Horst Wende is nooit buiten Europa geweest, ondanks zijn muzikale presentaties van over de gehele wereld.

## Discografie (selectie)
- Along Mexican Highways (Roberto Delgado, 1959)
- Love Letters (Horst Wende, 1959)
- Richtig tanzen-spielend leicht (Horst Wende, 1961)
- Delgado Hits Pan-Americana (Roberto Delgado, 1962)
- Bei Pfeiffers ist Ball (Horst Wende, 1962)
- Tanz in der Taverne (Roberto Delgado, 1964)
- Blaue Nacht im Hafen (Horst Wende, 1964)
- Along Mexican Highways 2 (Roberto Delgado, 1965)
- Caramba (Roberto Delgado, 1965)
- Blue Hawaii (Roberto Delgado, 1965)
- Tanz durch's Musical-Wunderland (Roberto Delgado, 1966)
- Accordeon à la carte (Horst Wende, 1966)
- Night Club Dancing 2 (Roberto Delgado & Horst Wende compilatie, 1966)
- Caramba 2 (Roberto Delgado, 1967)
- Happy Harmonica (Horst Wende, 1967)
- Spanish Eyes (Roberto Delgado, 1968)
- Accordeon à la carte 2 (Horst Wende, 1968)
- Marimba à la carte (Roberto Delgado, 1968)
- Tanz durch Musical-Wonderland (Roberto Delgado, 1966)
- Acapulco Holiday (Roberto Delgado, 1969)
- Wenn das Schifferklavier an Bord ertönt (Horst Wende, 1968)
- Hits à la carte (Horst Wende, 1969)
- Blue Hawaii 2 (Roberto Delgado, 1969)
- Latin à la carte (Roberto Delgado, 1969)
- Calypso à la carte (Roberto Delgado, 1970)
- This Is Reggae (Roberto Delgado, 1970)
- Caramba 3 (Roberto Delgado, 1970)
- The Very Best of Roberto Delgado (Roberto Delgado compilatie, 1970)
- African Dancing (Roberto Delgado, 1970)
- Samba Caramba South America Ole (Roberto Delgado compilatie, 1971)
- South America - Let's Dance (Roberto Delgado, 1971)
- Fiesta For Dancing (Roberto Delgado, 1973)
- Die Bouzouki klingt (Roberto Delgado, 1974)
- Fiesta For Dancing 2 (Roberto Delgado, 1975)
- Die Bouzouki klingt 2 (Roberto Delgado, 1976)
- Fiesta For Dancing 3 (Roberto Delgado, 1976)
- Caramba 2000 (Roberto Delgado, 1977)
- 20 South America Dancing Hits (Roberto Delgado compilatie, 1977)
- Hits a la Fiesta (Roberto Delgado, 1978)
- Oriental Caravan (Roberto Delgado, 1981)
- Dancing Queen (Roberto Delgado, 1978)
- Die Balalaika klingt (Roberto Delgado, 1979)
- Roberto Delgado Meets Kalinka (Roberto Delgado, 1979)
- Jamaica Disco (Roberto Delgado, 1979)
- Tanz unter tropischer Sonne (Roberto Delgado, 1980)
- Blue Tropical (Roberto Delgado, 1981)

- Bibliothèque nationale de France: cb14170588z (data)
- Gemeinsame Normdatei: 134554299
- International Standard Name Identifier: 0000 0000 0340 9902
- Library of Congress Control Number: no98032123
- MusicBrainz: 1ecbd598-da7a-4bf8-8956-64a26b883ce4
- Nationale Bibliotheek van Polen: a0000003405138
- Virtual International Authority File: 79669784
- WorldCat: E39PCjJtFqW7gKPbKB3yqPyprm